# Sarplar
Das Sarplar war eine britische Masseneinheit (Gewichtsmaß) für Wolle.
- 1 Sarplar = ½ Sack Wolle[1] = 2240 lbs = 80 tods = etwa 1016 Kilogramm